# 黃忠慎
黃忠慎（1955年—），祖籍福建閩清，生於臺灣南投縣。國立政治大學中國文學學士、碩士、博士（1984年）。筆名齊孝維、揚中、黃訥，歷任靜宜大學中國文學系副教授、國立彰化師範大學國文學系副教授、教授、系主任。2011年獲聘為國立彰化師範大學特聘教授。主要研究領域為中國經學，而以《詩經》最為專門。
黃忠慎的文字風格簡潔俐落，筆鋒犀利有韻致。其文類以學術論述、社會觀察評論為主，對於經學歷史、社會現象、文學理論與文學作品賞析多有著墨。

## 著作
- 《南宋三家詩經學》（1988年臺北臺灣商務印書館）
- 《惠周惕詩說析評》（1994年臺北文史哲出版社）
- 《詩經簡釋》（1995年臺北駱駝出版社）
- 《文教長短論》（1997年臺北駱駝出版社）
- 《儒學長短論》（1997年臺北駱駝出版社）
- 《概論文學》（1997年臺北駱駝出版社）
- 《古今文海騎鯨客──蘇雪林教授》（1999年臺北文史哲出版社）
- 《詩經選注》（2002年臺北五南圖書出版公司）
- 《朱子詩經學新探》（2002年臺北五南圖書出版公司）
- 《四書引論》（2003年臺北文津出版社）
- 《嚴粲詩緝新探》（2008年臺北文史哲出版社）
- 《詩經全注》（2008年臺北五南圖書出版公司）
- 《范處義詩補傳與王質詩總聞比較研究》（2009年臺北文津出版社）
- 《宋代詩經學探析：以歐陽修、蘇轍等六家為中心的考察》（2009年臺北花木蘭文化出版社）
- 《李威熊教授七秩華誕祝壽論文集》（2010年臺北秀威資訊公司）
- 《尚書洪範考辨與解釋》（2011年臺北花木蘭文化出版社）
- 《清代詩經學論稿》（2011年臺北文津出版社）

## 外部連結
- 官方网站 （繁體中文）